# Dani Veloso
Pour les articles homonymes, voir Ferreira et Dani.
Daniela Ferreira da Costa Veloso, plus communément appelée Daniela Veloso ou Dani Veloso, est une joueuse de football internationale portugaise. Née en 1984, elle est originaire d'Apulia, un petit village du Portugal.

## Biographie
Elle débute dans le football féminin alors qu'elle n'a que 14 ans, elle joue alors à l'ADRC Fonte-Boa, avec lequel elle remporte le championnat du district de l'AF Braga ainsi que la coupe. De plus elle contribue à la promotion du club en 1re Division nationale.
Elle quitte le Portugal et arrive en 2007, en Islande, au sein d'un des clubs de la capitale, l'IR Reykjavik. Elle y joue en première division, disputant 12 matches, néanmoins le club est relégué en deuxième division national. Entre deux elle revient au Portugal et rejoint l'ARC Várzea. L'année suivante elle remporte, avec deux autres compatriotes (Ana Rita et Liliana Martins), le 1.deild kvenna, en battant le Grindavík/Reynir/Víðir, par 4 buts à 1.
Rejoignant le Valadares Gaia FC en janvier 2013, avec le nouveau partenariat, Valadares Gaia/Montra de Talentos, l'entraîneur Mara Vieira,récupère une grande partie des joueuses du Montra de Talentos Desportiva - Academia Clube Milão. Le club évolue en deuxième division, terminant à la deuxième place, le club est promu en division principale. Les joueuses de Mara Vieira, arrivent en finale de la Coupe du Portugal. Elle marque le but du Valadares Gaia, à la 73e minute, faisant revenir au score les jaunes et bleues, mais le résultat final, de 3 à 1 fait que se sont les filles du Boavista FC qui remportent leur première Coupe du Portugal.
En juillet 2014, elle reçoit le prix PORTAL Futebol Feminino de la meilleure milieu de terrain de première division pour la saison 2013-2014. Puis prolonge pour avec le club de Vila Nova de Gaia.
Le 8 juillet 2016, elle annonce par voie de presse qu'elle quitte après trois ans, le Valadares Gaia Futebol Clube. Elle rejoint alors le Clube Futebol Benfica, avec lequel elle remporte la Taça de Honra de l'AF Lisboa, malgré cela, elle ne fait pourtant pas partie des plans de l'entraîneur Pedro Bouças. Elle parvient à un accord en janvier 2017, avec le club du Casa do Povo de Martim.

## Statistiques

### En club
| Saison                | Club                    | Championnat                | Championnat | Championnat | Coupe(s) nationale(s) | Coupe(s) nationale(s) | Compétition(s) continentale(s) | Compétition(s) continentale(s) | Compétition(s) continentale(s) | Sélection | Sélection | Sélection | Total | Total |
| Saison                | Club                    | Division                   | M.          | B.          | M.                    | B.                    | Comp.                          | M.                             | B.                             | Équipe    | M.        | B.        | M.    | B.    |
| 2001-02               | ADRC Fonte-Boa          | Nacional Feminino          | -           | -           | -                     | -                     | -                              | 0                              | 0                              | -         | 0         | 0         | 0     | 0     |
| 2002-03               | ADRC Fonte-Boa          | Nacional Feminino          | -           | -           | -                     | -                     | -                              | 0                              | 0                              | U19 & A   | 3         | 1         | 3     | 1     |
| 2003-04               | ADRC Fonte-Boa          | Nacional Feminino          | -           | -           | -                     | -                     | -                              | 0                              | 0                              | A         | 8         | 0         | 8     | 0     |
| 2004-05               | ADRC Fonte-Boa          | Nacional Feminino          | -           | -           | -                     | -                     | -                              | 0                              | 0                              | A         | 5         | 1         | 5     | 1     |
| 2005-06               | ADRC Fonte-Boa          | II Divisão Feminino        | -           | -           | -                     | -                     | -                              | 0                              | 0                              | A         | 6         | 0         | 6     | 0     |
| 2006-07               | ADRC Fonte-Boa          | Nacional Feminino          | -           | -           | -                     | -                     | -                              | 0                              | 0                              | A         | 5         | 1         | 5     | 1     |
| Sous-total            | Sous-total              | Sous-total                 | -           | -           | -                     | -                     | -                              | 0                              | 0                              | -         | 27        | 3         | 27    | 3     |
| 2007                  | IR Reykjavik            | Landsbankadeild kvenna     | 12          | 3           | 0                     | 0                     | -                              | 0                              | 0                              | -         | 0         | 0         | 12    | 3     |
| Sous-total            | Sous-total              | Sous-total                 | 12          | 3           | 0                     | 0                     | -                              | 0                              | 0                              | -         | 0         | 0         | 12    | 3     |
| 2007-08               | ARC Várzea              | Nacional Feminino          | -           | -           | -                     | -                     | -                              | 0                              | 0                              | A         | 1         | 0         | 1     | 0     |
| Sous-total            | Sous-total              | Sous-total                 | -           | -           | -                     | -                     | -                              | 0                              | 0                              | -         | 1         | 0         | 1     | 0     |
| 2008                  | IR Reykjavik            | 1.deild kvenna             | 15          | 5           | 1                     | 0                     | -                              | 0                              | 0                              | -         | 0         | 0         | 16    | 5     |
| Sous-total            | Sous-total              | Sous-total                 | 15          | 5           | 1                     | 0                     | -                              | 0                              | 0                              | -         | 0         | 0         | 16    | 5     |
| 2008-09               | ARC Várzea              | Nacional Feminino          | -           | -           | -                     | -                     | -                              | 0                              | 0                              | A         | 1         | 0         | 1     | 0     |
| Sous-total            | Sous-total              | Sous-total                 | -           | -           | -                     | -                     | -                              | 0                              | 0                              | -         | 1         | 0         | 1     | 0     |
| 2009-10               | FC Maia Lidador         | II Divisão Feminino        | -           | -           | -                     | -                     | -                              | 0                              | 0                              | -         | 0         | 0         | 0     | 0     |
| Sous-total            | Sous-total              | Sous-total                 | -           | -           | -                     | -                     | -                              | 0                              | 0                              | -         | 0         | 0         | 0     | 0     |
| 2012-13               | Montra de Talentos DACM | II Divisão Feminino        | 6           | 6           | 1                     | 5                     | -                              | 0                              | 0                              | -         | 0         | 0         | 7     | 11    |
| Sous-total            | Sous-total              | Sous-total                 | 6           | 6           | 1                     | 5                     | -                              | 0                              | 0                              | -         | 0         | 0         | 7     | 11    |
| 2012-13               | Valadares Gaia FC       | II Divisão Feminino        | 6           | 6           | 3                     | 2                     | -                              | 0                              | 0                              | -         | 0         | 0         | 9     | 8     |
| 2013-14               | Valadares Gaia FC       | Nacional Feminino          | -           | -           | -                     | -                     | -                              | 0                              | 0                              | -         | 0         | 0         | 0     | 0     |
| 2014-15               | Valadares Gaia FC       | Nacional Feminino          | 4           | 5           | -                     | -                     | -                              | 0                              | 0                              | -         | 0         | 0         | 4     | 5     |
| 2015-16               | Valadares Gaia FC       | Nacional Feminino          | 7           | 3           | 2                     | 1                     | -                              | 0                              | 0                              | -         | 0         | 0         | 9     | 4     |
| Sous-total            | Sous-total              | Sous-total                 | 17          | 14          | 5                     | 3                     | -                              | 0                              | 0                              | -         | 0         | 0         | 22    | 17    |
| 2016-17               | CF Benfica              | Nacional Feminino Allianz  | -           | -           | -                     | -                     | -                              | 0                              | 0                              | -         | 0         | 0         | 0     | 0     |
| Sous-total            | Sous-total              | Sous-total                 | -           | -           | -                     | -                     | -                              | 0                              | 0                              | -         | 0         | 0         | 0     | 0     |
| 2016-17               | Casa Povo Martim        | Promoção Feminino          | 3           | 3           | 1                     | 1                     | -                              | 0                              | 0                              | -         | 0         | 0         | 4     | 4     |
| 2017-18               | Casa Povo Martim        | Promoção Feminino          | 13          | 6           | 10                    | 3                     | -                              | 0                              | 0                              | -         | 0         | 0         | 23    | 9     |
| Sous-total            | Sous-total              | Sous-total                 | 16          | 9           | 11                    | 4                     | -                              | 0                              | 0                              | -         | 0         | 0         | 27    | 13    |
| 2018-19               | Gil Vicente FC          | II Divisão Feminino        | 9           | 3           | 2                     | 2                     | -                              | 0                              | 0                              | -         | 0         | 0         | 11    | 5     |
| Sous-total            | Sous-total              | Sous-total                 | 9           | 3           | 2                     | 2                     | -                              | 0                              | 0                              | -         | 0         | 0         | 11    | 5     |
| 2018-19               | AF Campo                | AF Braga 1ª Divisão Futsal | -           | -           | -                     | -                     | -                              | 0                              | 0                              | -         | 0         | 0         | 0     | 0     |
| Sous-total            | Sous-total              | Sous-total                 | -           | -           | -                     | -                     | -                              | 0                              | 0                              | -         | 0         | 0         | 0     | 0     |
| 2019-20               | Gil Vicente FC          | II Divisão Feminino        | 16          | 10          | 1                     | 0                     | -                              | 0                              | 0                              | -         | 0         | 0         | 17    | 10    |
| Sous-total            | Sous-total              | Sous-total                 | 16          | 10          | 1                     | 0                     | -                              | 0                              | 0                              | -         | 0         | 0         | 17    | 10    |
| Total sur la carrière | Total sur la carrière   | Total sur la carrière      | 91          | 50          | 21                    | 14                    | -                              | 0                              | 0                              |           | 29        | 3         | 141   | 67    |

Statistiques actualisées le 28 avril 2020

### En sélection nationale[9]
Elle revêt pour la première le maillot de la sélection portugaise en 2002 avec les U19. Elle dispute son premier match en A, le 20 mars 2003, où la sélection lusophone rencontre l'équipe du Danemark, lors du match de classement pour la 9e place de l'édition 2003 de l'Algarve Cup. Elle entre en remplacement de Sonia à la 85e minute. 
| Matches officiels de Dani en sélections portugaises au 25 avril 2020 | Matches officiels de Dani en sélections portugaises au 25 avril 2020 | Matches officiels de Dani en sélections portugaises au 25 avril 2020 | Matches officiels de Dani en sélections portugaises au 25 avril 2020 | Matches officiels de Dani en sélections portugaises au 25 avril 2020 |
| Club                                                                 | V.                                                                   | N.                                                                   | D.                                                                   | Buts                                                                 |
| -------------------------------------------------------------------- | -------------------------------------------------------------------- | -------------------------------------------------------------------- | -------------------------------------------------------------------- | -------------------------------------------------------------------- |
| Portugal U18 (1 matchs: 3,33 %) (Incomplet)                          | 0 (- %)                                                              | 0 (- %)                                                              | 0 (- %)                                                              | 0 (0 %)                                                              |
| Portugal U19 (2 matchs: 6,67 %)                                      | 1 (50,00 %)                                                          | 0 (0 %)                                                              | 1 (50,00 %)                                                          | 1 (33,33 %)                                                          |
| Portugal A (27 matchs: 90,00 %)                                      | 2 (7,41 %)                                                           | 5 (18,52 %)                                                          | 20 (74,07 %)                                                         | 2 (66,67 %)                                                          |
| Total (Incomplet)                                                    | 3 (10,34 %)                                                          | 5 (17,24 %)                                                          | 21 (72,42 %)                                                         | 3                                                                    |

#### Buts en sélection du Portugal A
Elle marque son premier but lors de sa quatorzième sélection face à l'Irlande du Nord, comptant pour le classement de l'Algarve Cup 2005.
| Sélections | Date         | Stade                             | Adversaire      | Résultat | Compétition | Buts |
| ---------- | ------------ | --------------------------------- | --------------- | -------- | ----------- | ---- |
| 14e        | 15 mars 2005 | -, -                              | Irlande du Nord | 1 – 3    | Algarve Cup | 1    |
| 22e        | 11 mars 2007 | Lagos, Estádio Municipal de Lagos | Islande         | 1 – 5    | Algarve Cup | 1    |

## Palmarès

### Avec l'ADRC Fonte-Boa
- Championne de la II Divisão Feminino : 1 fois — 2005-06.
- Championne du Championnat Distrital : 1 fois
- Vainqueur de la Coupe de l'AF Braga : 1 fois

### Avec l'IR Reykjavik
- Championne de la 1.deild kvenna en 2008.

### Avec leValadares Gaia FC
- Vice-championne du Nacional Feminino : 1 fois — 2014-15.
- Finaliste de la Taça de Portugal : 2 fois — 2012-13 et 2015-16.
- Vice-championne du II Promoção Feminino : 1 fois — 2012-13.

### Avec leCF Benfica
- Vainqueur de la Taça de Honra AF Lisboa : 1 fois